# Palácio do Senado (Milão)
O Palazzo del Senato (Senatt no dialecto milanês) é um edifício histórico em Milão, localizado na via Senato 10, atualmente sede do Arquivo do Estado de Milão. Originalmente sede do Colégio Suíço, o Palácio sofreu inúmeras intervenções arquitetónicas e, ao mesmo tempo, a movimentação de vários institutos políticos e administrativos no seu interior.
Após a supressão das ordens religiosas por José II, a partir de 1786 o Palácio foi sede do Conselho Supremo de Governo e depois, sob o Reino Napoleónico de Itália, do Senado consultivo. Será esta instituição que deixará o seu nome ao conjunto arquitetónico.
A partir de 1886 o Palácio tornou-se sede definitiva do Arquivo do Estado de Milão e, a partir da segunda metade do século passado, também da Superintendência Arquivística e Bibliográfica da Lombardia. As origens do palácio remontam a 1608, quando o Cardeal de Milão, Federico Borromeo, aqui construiu uma nova sede do Colégio Helvético, que foi construído sobre as ruínas de um antigo convento Humiliati